# Brădet (okręg Prahova)
Brădet – wieś w Rumunii, w okręgu Prahova, w gminie Starchiojd. W 2011 roku liczyła 87 mieszkańców.